# Helmut Gabbert
Helmut Erich Gabbert (* 18. Februar 1950 in Kaiserslautern) ist ein deutscher Pathologe. Er war zuletzt Professor an der Heinrich-Heine-Universität Düsseldorf und stellvertretender Ärztlicher Direktor des Universitätsklinikums Düsseldorf.

## Leben und Wirken
Helmut Gabbert studierte Medizin an der Johannes Gutenberg-Universität Mainz, wo er 1968 im Corps Borussia Halle aktiv wurde. 1974 erfolgte seine Promotion zum Dr. med. 1975 erhielt er die Approbation, 1980 die Anerkennung als Facharzt für Pathologie. 1983 habilitierte er sich als Hochschulassistent am Pathologisch-Anatomischen Institut der Universität Mainz im Fachgebiet Pathologie. 1984 wurde zum Privatdozenten ernannt. 1987 nahm er einen Ruf auf eine C3-Professur am Universitätsklinikum in Mainz an. 1992 lehnte er einen Ruf auf den Lehrstuhl für Pathologie an der Friedrich-Alexander-Universität Erlangen ab. Stattdessen nahm er im Juli 1992 einen Ruf auf den Lehrstuhl für Pathologie der Heinrich-Heine-Universität Düsseldorf an und wurde Direktor des Instituts für Pathologie. Von 2006 bis 2015 war er Stellvertretender Ärztlicher Direktor des Universitätsklinikums Düsseldorf. Über viele Jahre gehörte er dem Fakultätsrat der Medizinischen Fakultät an. Ebenso war er Vorsitzender der Forschungskommission der Medizinischen Fakultät. Von 2000 bis 2006 stand er der Klinikums-Konferenz des Universitätsklinikums Düsseldorf vor. Im Juli 2015 wurde er emeritiert.
Den Schwerpunkt der Arbeiten Gabberts bildete die Pathologie und Molekularpathologie von gastroösophagealen Karzinomen.
Gabbert war langjähriges Mitglied der Leitlinienlenkungsgruppe in der Deutschen Gesellschaft für Pathologie. Für das Fachgebiet Pathologie gehörte er der Gutachterkommission für ärztliche Behandlungsfehler bei der Ärztekammer Nordrhein an. Von 2000 bis 2004 gehörte er dem Vorstand der Deutschen Krebsgesellschaft an. 2004 wählte ihn die Deutsche Gesellschaft für Pathologie zu ihrem Präsidenten.

## Auszeichnungen
- Boehringer-Ingelheim-Preis, 1984[5]

## Schriften
- Disk-elektrophoretische Untersuchungen zur postnatalen Differenzierung des Enzymmusters der alkalischen Phosphatase und Malatdehydrogenase im Darm der Ratte, 1973
- Morphologische Untersuchungen zum Invasionsmechanismus maligner Tumoren – eine tierexperimentelle Studie am Beispiel differenzierter und undifferenzierter Dickdarmcarcinome der Ratte, 1983.
- Gabbert publizierte seine wissenschaftlichen Arbeiten als Autor bzw. Co-Autor in über 200 wissenschaftlichen Abhandlungen.